# ميلز ساوند سيستم
ميلز ساوند سيستم (بالإنجليزية: Miles Sound System)‏ هو نظام برامج صوتي مصمم خصيصا لألعاب الفيديو كان يستخدم أصلا كبرمجية وسيطة لبطاقة الصوت في البرمجيات التطبيقية لنظام دوس. تم الاستحواذ عليه من قبل راد قيم تولز في 1995.

## وصلات خارجية
- الموقع الإلكتروني